# Верю в чудо

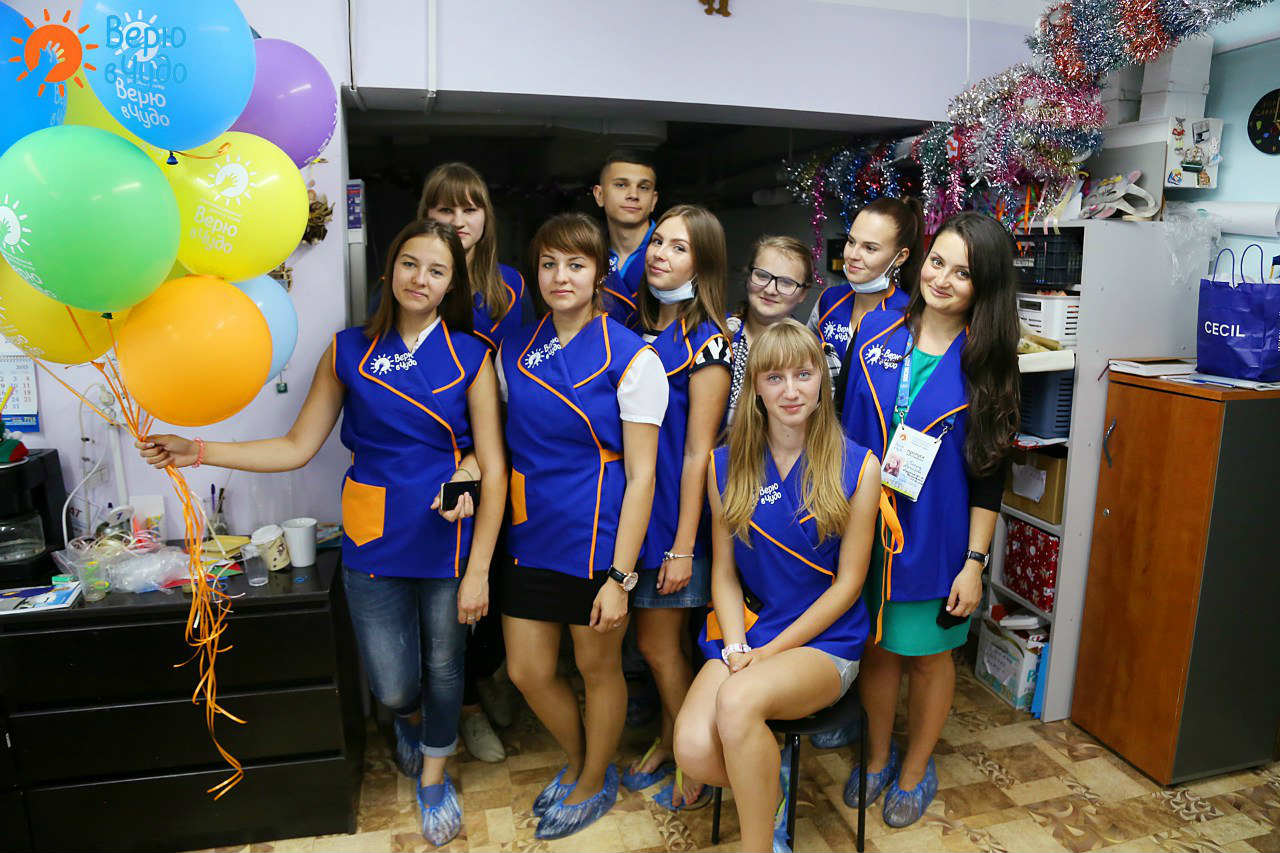
Волонтёры БЦ «Верю в чудо» в Детской областной больнице на празднике День Знаний-2015

Благотворительный центр «Верю в чудо» — Калининградская региональная общественная организация, осуществляющая деятельность по поддержке детей в трудной жизненной ситуации, в том числе детей с онкологическими, гематологическими и другими жизнеугрожающими заболеваниями, детей-сирот, детей из многодетных и малообеспеченных семей.
Благотворительный центр детского больничного и социального волонтерства «Верю в чудо» системно функционирует с 1 января 2008 года. До этого времени первые волонтеры с разной периодичностью помогали социальным и медицинским учреждениям Калининградской области. Официально Благотворительный центр «Верю в чудо» зарегистрирован 29 августа 2009 года в статусе «благотворительная общественная организация».

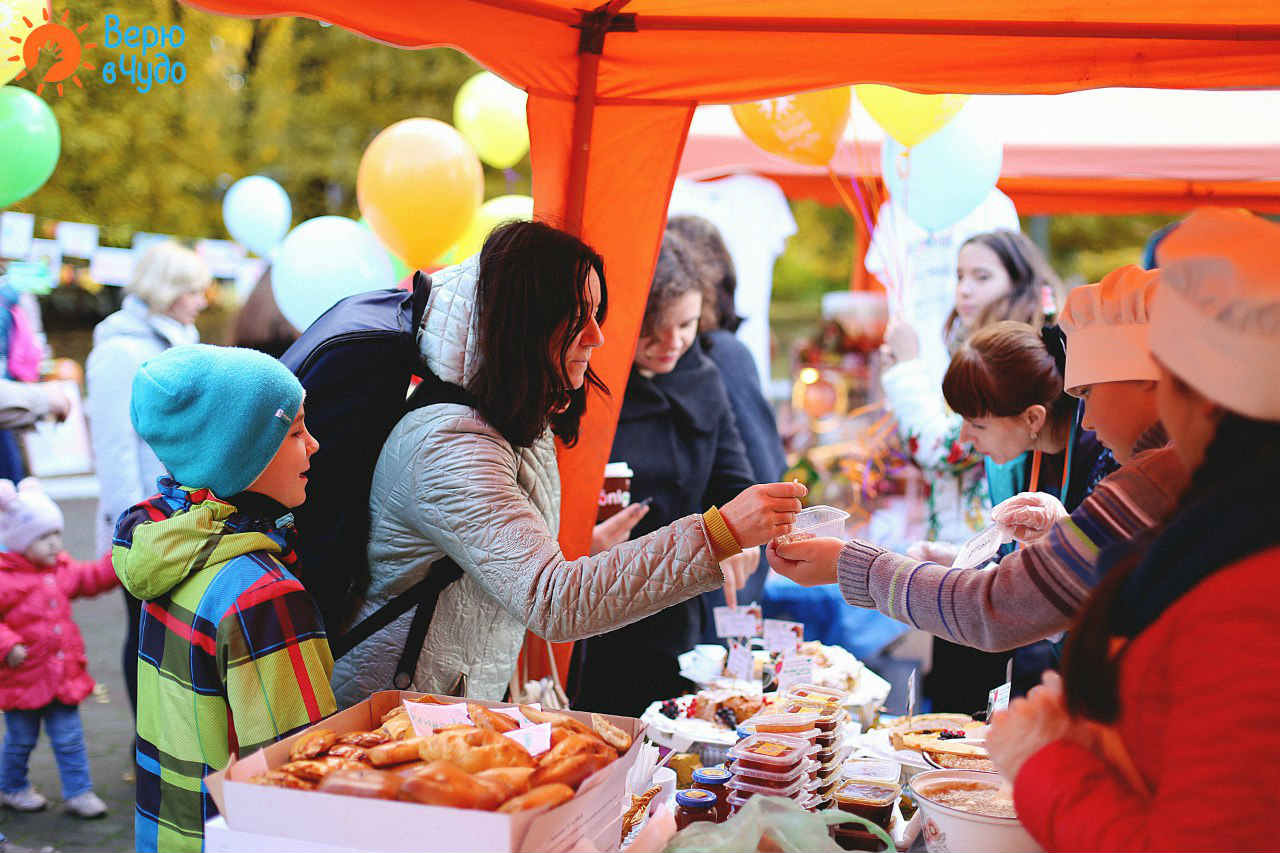
Культурный благотворительный праздник в поддержку подопечных детей «Яблочный Бум»

## Благотворительные программы
- «Творим, играем и развиваемся в детских больницах»[1];
- «Модернизация больничной инфраструктуры детских лечебно-профилактических учреждений»;
- «Больничные дети-сироты»[2][3];
- «Социальная реабилитация детей серьезными заболеваниями»[4][5];
- «Адресная и паллиативная помощь семьям с детьми с тяжелыми излечимыми и неизлечимыми заболеваниями»[6][7][8];
- «Участие в социализации воспитанников интернатных учреждений»;
- «Развитие волонтёрства в Калининградской области»;
- «Благотворительный социальный склад».

## Награды
2010 год:

- Диплом Национальной общественной награды в области добровольчества за 3 место в номинации «Добровольчество в НКО»;

2012 год:

- Премия «Сопричастность» Губернатора Калининградской области Директору БЦ «Верю в чудо» — Лагутинской Софии за достижения в гуманитарной сфере[9] ;
- 1 место номинации «Добро года» молодежного конкурса общественного признания «ВДвижении»;
- 2013 год:
- Проект БЦ «Верю в чудо» — победитель молодежного форума «Алтай. Точки роста-2013» в номинации «Интеграция»;
- Проект БЦ «Верю в чудо» вошел в число лучших в номинации «Социальная поддержка семей с детьми-инвалидами для обеспечения максимально возможного развития таких детей в условиях семейного воспитания, их социализации, подготовки к самостоятельной жизни и интеграции в общество» Федерального агентства по делам молодежи;
- Проект БЦ «Верю в чудо» занял 6 место в номинации «Раздвинь границы возможностей» национальной премии «Гражданская инициатива»;
- 1 место номинации «Добро года» молодежного конкурса общественного признания «ВДвижении»[10];
- 1 место номинации «Лидер года» (Директор-волонтер София Лагутинская) молодежного конкурса общественного признания «ВДвижении»;
- Отчет о деятельности БЦ «Верю в чудо» вошел в категорию «Золотой стандарт» по итогам VII Всероссийского конкурса годовых отчетов некоммерческих организаций «Точка отсчета»[11] (16 место из 174).

2015 год:

- Директор БЦ «Верю в чудо» Лагутинская София — Доброволец года Калининградской области (Гран-при регионального этапа всероссийского конкурса);
- БЦ «Верю в чудо» удостоился общественной награды — Знака «Доброволец России».